# Удовиченко Микола Іванович
Микола Іванович Удовиченко (Удовидченко)  (17 травня 1885, м. Харків — † 20 липня 1935, м. Омекур, Франція) — генерал-хорунжий Армії УНР.

## Життєпис
Народився у Харкові. Старший брат  Олександра Удовиченка. Закінчив у 1907 році Чугуївське військове училище.
З початком Першої світової війни за власним бажанням був відряджений до 129-го піхотного Бессарабського полку, командир роти та батальйону. Був поранений. З 1916 р. — обер-офіцер для доручень штабу головнокомандувача Південно-Західного фронту, помічник начальника топографічного відділу 2-го генерал-квартирмейстерства штабу Південно-Західного фронту, у подальшому — начальник цього відділу. Останнє звання у російській армії — капітан.
З 10 червня 1917 р. — член українського генерального військового комітету  Центральної Ради. З липня 1917 р. — уповноважений Українського генерального військового комітету при штабі Південно-Західного фронту.
З 10 грудня 1917 р. — начальник мобілізаційного відділу Українського Генерального штабу УНР. У січні 1918 р. — командир Охочекомонного куреня працівників Військового міністерства УНР. З 09.02.1918 р. — начальник розвідчого відділу  Гайдамацького Коша Слобідської України.
З 3 березня 1918 р. — начальник головного управління персонального складу Головного штабу УНР, у подальшому — Української Держави. 19 липня 1918 р. наказом Військової офіції був підвищений до рангу військового старшини, 3 грудня 1918 р. — до рангу полковника. З грудня 1918 р. — у розпорядженні головнокомандувача Правобережного фронту військ Директорії.
28 лютого 1919 р. вийшов у відставку.
19 березня 1920 р. повернувся на військову службу до Армії УНР: помічник командира 4-ї Стрілецької бригади Армії УНР, начальник персонального управління Головної мобілізаційно-персональної управи Військового міністерства УНР.
Автор надзвичайно цікавих спогадів (рукопису) російською мовою «О начале украинского национального движения в русской армии, 1917—1918.»
Помер у м. Омекур (Франція).